# Hell Comes to Your Heart (ep)
Hell Comes to Your Heart is een ep van de Amerikaanse band Mondo Generator.

## Tracklist
| Nr. | Titel                  | Duur |
| --- | ---------------------- | ---- |
| 1   | Dead Silence           | 2:23 |
| 2   | This Isn't Love        | 3:05 |
| 3   | The Way I Let You Down | 3:06 |
| 4   | Smashed Apart          | 2:49 |

- de nummer 1-3 zijn opnieuw opgenomen voor de cd Hell Comes to Your Heart
- het nummer "Smashed Apart" komt van de Dog Food

## Personeel
- Nick Oliveri - basgitaar, zang
- Hoss Wright - drum
- Christopher Henry - gitaar
- Ian Flannon Taylor - gitaar

Bijkomende zang in het nummer "This Isn't Love" door Michele Madden.
Opgenomen en geproduceerd door Bradley Cook.
Teksten door Nick Oliveri, muziek door Oliveri & Hoss.